# 光敏
光敏（1934年8月—2023年1月5日），曾用名光明，男，山西平定人，中华人民共和国政治人物，曾任阳泉市人民政府市长、中共阳泉市委书记、中共长治市委书记、山西省人大常委会副主任。
2023年1月5日16时20分在太原逝世，享年89岁。

## 生平
光敏在1955年7月参加工作，同年10月加入中国共产党。曾任山西省农业建设干部学校教研室主任，太原农业师范专科学校团委书记、科长、政治处负责人，省农业建设干部学校办公室副主任、副校长、党委书记；1970年7月后任山西省朔县县委组织办主任、政治部副主任、主任，县委常委、宣传部部长、县革委会副主任，县委副书记、县革委会主任、县长1983年12月，任中共阳泉市委秘书长。后出任阳泉市人民政府市长。1988年，光敏改任中共阳泉市委书记。1990年，光敏调任中共长治市委书记。1993年，光敏出任山西省人大常委会副主任。2000年5月中央批准退休，是中共十四大代表。还曾出任山西省老促会会长、山西省关工委顾问等职。

## 评价
中国共产党的优秀党员。